# Конёк-Горбунок (балет Щедрина)
«Конёк-Горбунок» — балет по одноименной сказке П. П. Ершова. В 4 актах 8 картинах с прологом и эпилогом.
Композитор Родион Щедрин, авторы сценария — балетмейстер Василий Вайнонен и драматург Павел Маляревский.

## История создания
Балет сочинен, по некоторым данным, в 1955 году, по другим — в 1958 г. по заказу Большого театра молодым композитором, тогда ещё студентом консерватории, которому на тот момент было немногим более двадцати лет.
А предшествовала появлению музыки поездка в белорусскую глушь, к природе, — пояснял сам композитор через много лет. Там, вдали от цивилизации, среди простых людей, наслаждаясь деревенской жизнью, он слушал народные песни.
Музыка к балету «Конек-Горбунок» — моя ранняя, очень ранняя работа. Но работа этапная, важная для моего творческого самоутверждения, многое в жизни моей определившая. Работа, на которой „поймал“ я в свои музыкантские руки неземную Жар-Птицу — Майю Плисецкую. Ей эта партитура и посвящена…
 — говорит сам композитор Родион Щедрин. В Большом театре на репетиции начинающий композитор впервые увидел Майю Плисецкую, к тому времени молодую, но уже известную балерину. Брак Плисецкой и Щедрина был зарегистрирован в Москве 2 октября 1958 г.

## Краткое содержание

### Пролог
Крестьянский сын Иван стерег пшеницу и поймал вора — волшебного коня, который в откуп дал Ивану трех коней: двух красавцев расписных, а третьего — конька по прозванью горбунка.

### Акт первый
Иван с братьями продавал коней царю, но кони не хотели продаваться без Ивана, и царь взял Ивана конюхом.

### Акт второй
Прежний конюх разозлился и донес на Ивана, что тот желает привезти Царь-девицу. Царь послал тогда сам за ней Ивана, и Конек-горбунок помог Ивану выполнить поручение.

### Акт третий
Чтобы жениться на Царь-девице, царь решил омолодиться, искупавшись в кипятке, но опробовать способ омоложения сначала на Иване. Тот вынужден был подчиниться, нырнул в кипяток и вынырнул ослепительным красавцем, добрым молодцем. Тогда и царь, полный надежд и не подозревающий о подвохе и мошенничестве, нырнул в кипяток и… заживо сварился.

### Эпилог
Свадьба Ивана и Царь-девицы.

## Основные постановки
- 4 марта 1960 года — Большой театр, балетмейстер Александр Радунский, художник Борис Волков, дирижёр Геннадий Рождественский; Иванушка — Владимир Васильев (позже в дальнейших спектаклях Ярослав Сех), Царь-девица — Римма Карельская (первая исполнительница), Майя Плисецкая, Царь — Александр Радунский (позже в дальнейших спектаклях Ной Авалиани) Конёк-Горбунок — Алла Щербинина; спектакль экранизирован (1961); см. раздел: Фильм-балет.
- 21 декабря 1963 года — Ленинградский малый театр, балетмейстер Игорь Бельский, художник Михаил Гордон, дирижёр Юрий Богданов; Иванушка — Анатолий Сидоров, Царь-девица — Лариса Климова, Царь — А. Г. Маликов, Конёк-Горбунок — А. Г. Мирецкий.
- 29 апреля 1981 года — Театр им. Кирова, балетмейстер Дмитрий Брянцев, худ. М. А. Соколова, дирижёр Валерий Гергиев; Иван — Николай Ковмир, Красна-девица — Н. П. Павлова, Царь — П. М. Русанов, Конёк-Горбунок — Анатолий Сапогов.
- 28 июля 1983 года — Театр им. Станиславского и Немировича-Данченко, балетмейстер Дмитрий Брянцев, худ. М. А. Соколова, дир. Георгий Жемчужин; Девица-Краса — Маргарита Дроздова, Иван — Владимир Кириллов, Царь — Александр Домашёв, Конёк-Горбунок — Вячеслав Саркисов; спектакль снят на ТВ (1985).

В других городах СССР: Свердловск (1964, балетмейстер Нина Анисимова), Горький (1965, балетмейстер Л. А. Серебровская), Саратов (1966, балетмейстер Нина Анисимова), Воронеж (1980, балетмейстеры Яков Лифшиц, Набиля Валитова), Новосибирск (1983, балетмейстер Наталья Соковикова), Красноярск (1986, балетмейстер Владимир Федянин).
- 1999 — Большой театр; для этой постановки Щедриным была сделана новая версия балета, превратившая его в ослепительную русскую феерию[2]. Балетмейстер Николай Андросов, художник Борис Мессерер. Конёк-Горбунок — Геннадий Янин; Царь-девица — Анастасия Волочкова (позже Екатерина Шипулина), Иван — Юрий Клевцов, Кобылица — Екатерина Шипулина, Спальник — Андрей Меланьин.
- 2009 — Мариинский театр. Хореография Алексея Ратманского, Либретто Максима Исаева, художник Максим Исаев, дирижёр Валерий Гергиев. Конёк-Горбунок — Илья Петров, Григорий Попов, Александр Куликов; Иван — Михаил Лобухин и Леонид Сарафанов, Царь — Андрей Иванов и Роман Скрипкин, Царь-девица — Виктория Терешкина и Алина Сомова, Спальник — Юрий Смекалов, Кобылица — Екатерина Кондаурова, Кони — Сергей Попов, Камиль Янгуразов[4].
- 3 сентября 2021 года — Михайловский театр; восстановление постановки Александра Радунского в Большом театре 1960 года. Балетмейстер-постановщик Михаил Мессерер, художник Вячеслав Окунев, видеоконтент Глеба Фильштинского, дирижер Павел Сорокин. Царь-девица — Анастасия Соболева, Иван — Виктор Лебедев, Конёк-Горбунок — Анна Кулигина, Царь — Марат Шемиунов.

В сентябре 2024 года, накануне открытия 249-го сезона в Большом театре, Валерий Гергиев объявил, что новой постановкой займётся Максим Петров.
- 29 мая 2025 года – Большой театр, хореография Максима Петрова, либретто Максима Петрова и Богдана Королька, дирижёр-постановщик Павел Клиничев, художник-постановщик Юлиана Лайкова, режиссёр-постановщик Антон Морозов. Конёк-горбунок – Георгий Гусев, Иван Сорокин, Алексей Путинцев; Иван – Владислав Лантратов, Игорь Цвирко, Артём Овчаренко, Макар Михалкин; Жар-птица/Царь-девица – Анастасия Сташкевич, Мария Виноградова, Ярославна Куприна, Елизавета Кокорева; Царь – Вячеслав Лопатин, Александр Водопетов, Семён Чудин, Денис Савин; Царица дна – Юлия Степанова, Кристина Кретова, Анастасия Смирнова. В спектакле заняты артисты-кукловоды Михаил Петрухин, Артур Калашников[6].

## Фильм-балет
1962 — Сказка о Коньке-Горбунке. Спектакль Большого театра с участием Майи Плисецкой и Владимира Васильева, остальные роли: Aлла Щербинина, Александр Радунский, Александр Павлинов, Игорь Перегудов, Анатолий Симачёв и другие. Режиссёр: Александр Радунский.